# Necrópolis Ibérica de Tútugi
Situada en las proximidades del casco urbano de Galera, provincia de Granada, comunidad autónoma de Andalucía, España, esta necrópolis que tiene sus inicios en el siglo V a. C., representa a nivel nacional una de las muestras más extensas y significativas de la Cultura Ibérica. La Necrópolis Ibérica de Tútugi está compuesta por un conjunto de tumbas, la mayor parte muy monumentales. La tipología de la planta de estos enterramientos podía ser muy variada y era frecuente que presentaran una cavidad abierta en el suelo para contener las urnas cinerarias.

## Historia de las investigaciones arqueológicas
La Necrópolis Ibérica de Tútugi es conocida a nivel arqueológico desde el año 1920, fecha de la publicación de la Memoria de las excavaciones practicadas en la campaña de 1918 por Juan Cabré y Federico de Motos. 
Después de continuos expolios, Federico de Motos, con permiso de la Junta Superior de Excavación y Antigüedades, realiza algunas excavaciones entre los años 1916 y 1917 con el patrocinio del Marqués de Cerralbo, pero al continuar el expolio y venta de objetos, decide ofrecer las excavaciones de esta necrópolis al Estado, que designa un delegado-director (Juan Cabré), quien viene a Galera y lleva a cabo un importante trabajo de documentación de los túmulos existentes y de recogida de materiales. 
En el año 2000, a raíz de la realización de un campo de trabajo para la limpieza de algunos túmulos, se ven las posibilidades que la necrópolis ofrece para la puesta en valor de la misma. Se desarrollan nuevas campañas de excavación y limpieza en 2001 y 2006 que culminan con la restauración de varios túmulos y el acondicionamiento de las infraestructuras que permiten su apertura pública en 2007.

## Las necrópolis ibéricas

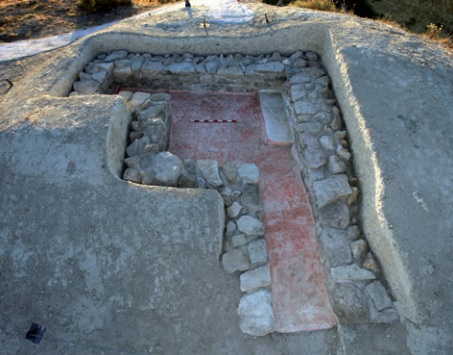
Sepultura 50

Una de las novedades que caracteriza a la Cultura Ibérica (s. VI a. C.) es el desarrollo sistemático de auténticos cementerios. La necrópolis se suma así al poblado como elemento configurador del paisaje y lugar de alto contenido simbólico y social. La génesis de este tipo de expresiones funerarias está relacionada con el nacimiento de una aristocracia que expresa, en parte, su privilegiada posición a través de las sepulturas (por su situación y monumentalidad) y los ajuares (por su composición y riqueza). Por ello, el estudio de los diversos componentes del mundo funerario permite conocer en gran medida las características de la sociedad que lo genera, así como los principios ideológicos en los que se fundamentan las prácticas funerarias.

### El ritual funerario
El ritual funerario de los Íberos consistía en la cremación de los cadáveres. Estos se depositaban sobre una pira de leña con sus vestimentas y, en el caso de los guerreros, con sus armas, las cuales eran a menudo objeto de inutilización. Este proceso se realizaba mellando los filos de las falcatas, doblando las espadas y soliferrea y aplastando los cascos metálicos de cuero. Una vez reducidos a cenizas los huesos que quedaban eran metidos en vasijas cerámicas o cajas de piedra que se depositaban en el interior de túmulos funerarios junto con los restos de las armas, adornos personales y con recipientes con ofrendas de alimentos.

### El sistema de enterramiento
Destacan los túmulos artificiales que recubren una cámara de diversas formas. En Tútugi tenemos diversas variantes: de aljibe, cuadrangulares con pasillo, circulares y semicirculares con pasillo y con nichos. Suelen ser construidas en piedra o adobe o ambas a la vez. Al interior, generalmente presentan las paredes y suelos revocados de yeso, en muchas ocasiones con decoraciones realizadas en rojo, el color funerario ibérico, y negro. También en su interior encontramos bancos y nichos. Las tumbas más sencillas son hoyos practicados en el suelo, a veces revocados con yeso, y cistas donde se introducen las urnas. Estas pueden ser vasijas cerámicas, que se introducen en oquedades del terreno, o cajas de piedra.

### El espacio funerario

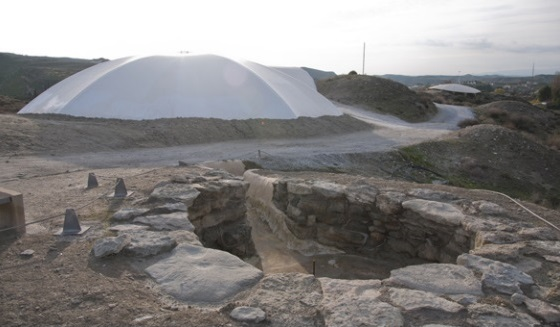
Sepultura 21 en primer plano y cubierta de la sepultura 20 al fondo

La necrópolis de Tútugi se distribuye en tres núcleos cercanos al poblado. Los dos primeros y más extensos se sitúan al norte del poblado, en la margen derecha del río Orce, y el tercero en una pequeña cañada al este del poblado, en su misma margen del río. 
La "Zona I" es la más grande y la que actualmente es visitable. En esta zona se pueden distinguir tres subzonas tanto por su topografía, perfectamente delimitada, como por su conjunto de sepulturas. Los arqueólogos Juan Cabré y Federico de Motos hablan de la existencia de 88 sepulturas de las que se han identificado 54 y se han localizado 3 nuevas. 
La "Zona II", separada de la "Zona I" por el camino de Riego Nuevo, se extiende por los cerros y las explanadas de la margen izquierda del río Huéscar. En esta zona también podemos distinguir dos subzonas atendiendo a la topografía. De los 38 túmulos de esta zona se han identificado 22 y 2 posibles nuevos. 
En la "Zona III", Cabré y de Motos excavaron un número importante de sepulturas pero, al no tener una arquitectura monumental, no las numeraron. Actualmente se pueden observar algunos de los nichos y oquedades que se utilizaron para el depósito de urnas funerarias aunque aquí la erosión ha actuado fuertemente. Se han identificado dos nuevos túmulos.

## Las sepulturas visitables

### Subzona Ia

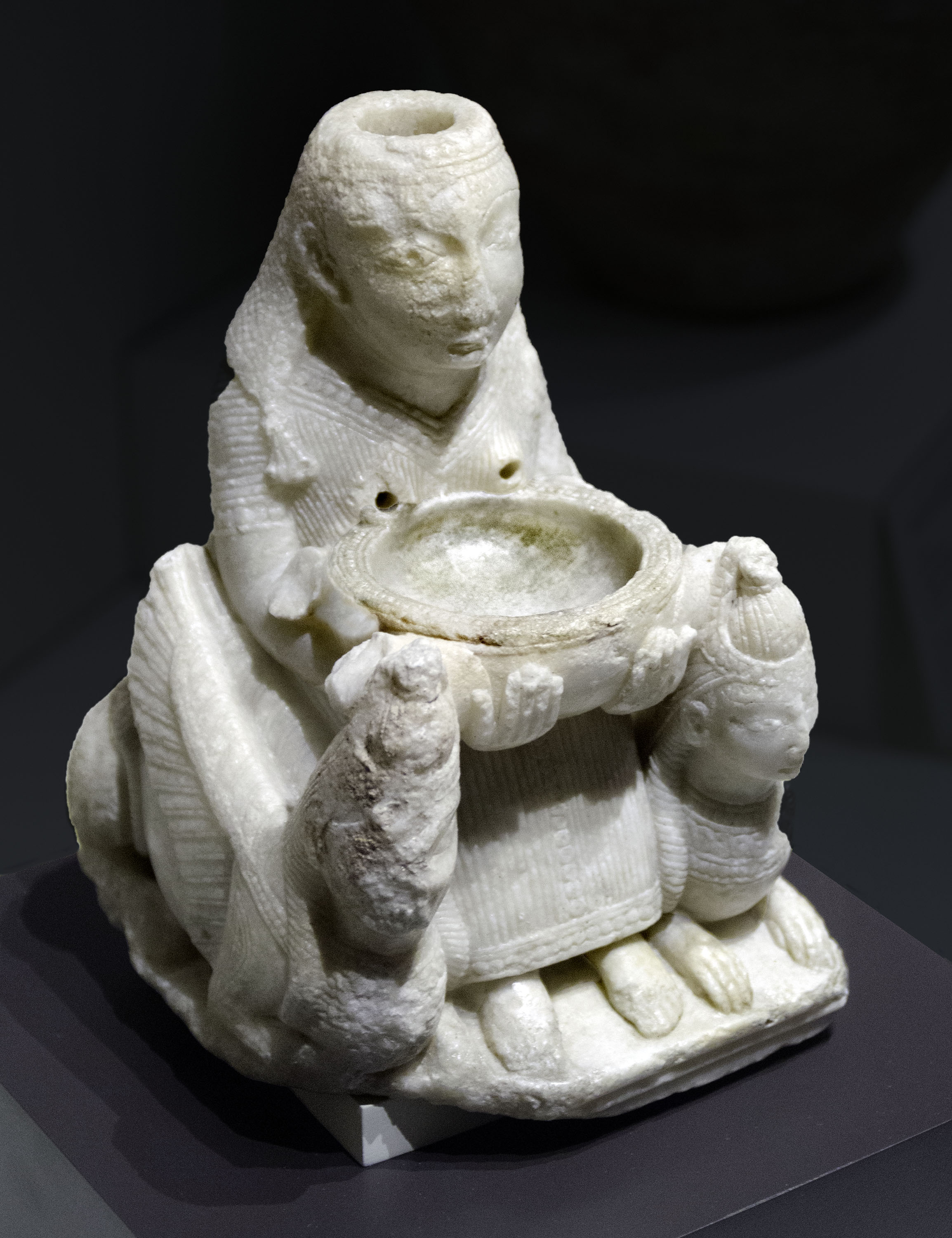
Dama de Galera. Museo Arqueológico Nacional.

En esta subzona se han restaurado las sepulturas 20, 21, 22, 32 y 50. De estas destacamos la número 20 que tiene dos fases de uso. La primera, como sepultura, tiene la cámara y el pasillo excavados en la roca. Presenta un pilar central de adobe que sujetaría la cubierta de madera (aunque actualmente se ha puesto en duda que esa fuera la función del pilar, ya que los arqueólogos que actualmente estudian la necrópolis piensan que pudo haberse utilizado a modo de pedestal).
En la segunda fase, tras el colpaso de la cubierta original, se rellena la cámara con piedras y se recorta la roca para conformar una plataforma oval pintada de rojo. En el centro de esta plataforma se construye, como proyección de las estructuras subterráneas, un espacio cuadrangular con corredor de entrada. Este edificio al aire libre queda enmarcado dentro de la plataforma por la forma del lingote chipriota pintado en blanco. El corredor de acceso tiene orientación equinoccial y durante dos períodos al año de 21 días el sol ilumina el fondo de la cámara. En esta sepultura apareció la escultura conocida como Diosa de Galera.

### Subzona Ib
En esta subzona son visitables las sepulturas 57 y 62, de las que destacamos la número 57. Esta sepultura presenta cámara cuadrangular con pasillo lateral construidos con losas de arenisca poco consolidada. El suelo de la cámara y el corredor se hizo con yeso que se pintó de color rojo. Entre los materiales recuperados de esta tumba destaca una figura de alabastro que representa 3 imágenes distintas: por un lado, es un pie humano; por otro, representa una cabeza de esfinge, y por último, la suela del zapato es un sello que representa la doble S enlazada coronada por dos líneas quebradas. 

### Subzona Ic
En la subzona Ic se han musealizado las sepulturas 73 y 78, destacando esta última, que presenta una cámara de planta cuadrangular. Se construyó en una plataforma artificial sobre la que se montaron los uros que conforman la cámara y el corredor. Para estos muros se utilizaron losas de arenisca hacia el interior y piedras gruesas hacia el exterior. El interior de la cámara y el corredor están revocados con yeso y decorados con una banda de color rojo en la parte inferior. En esta subzona, Cabré y Motos pudieron documentar los túmulos 75 y 76, previamente saqueados, y de una enorme envergadura, que los convierten en los de mayores dimensiones de la necrópolis.